# Königskapelle (Vorderriß)

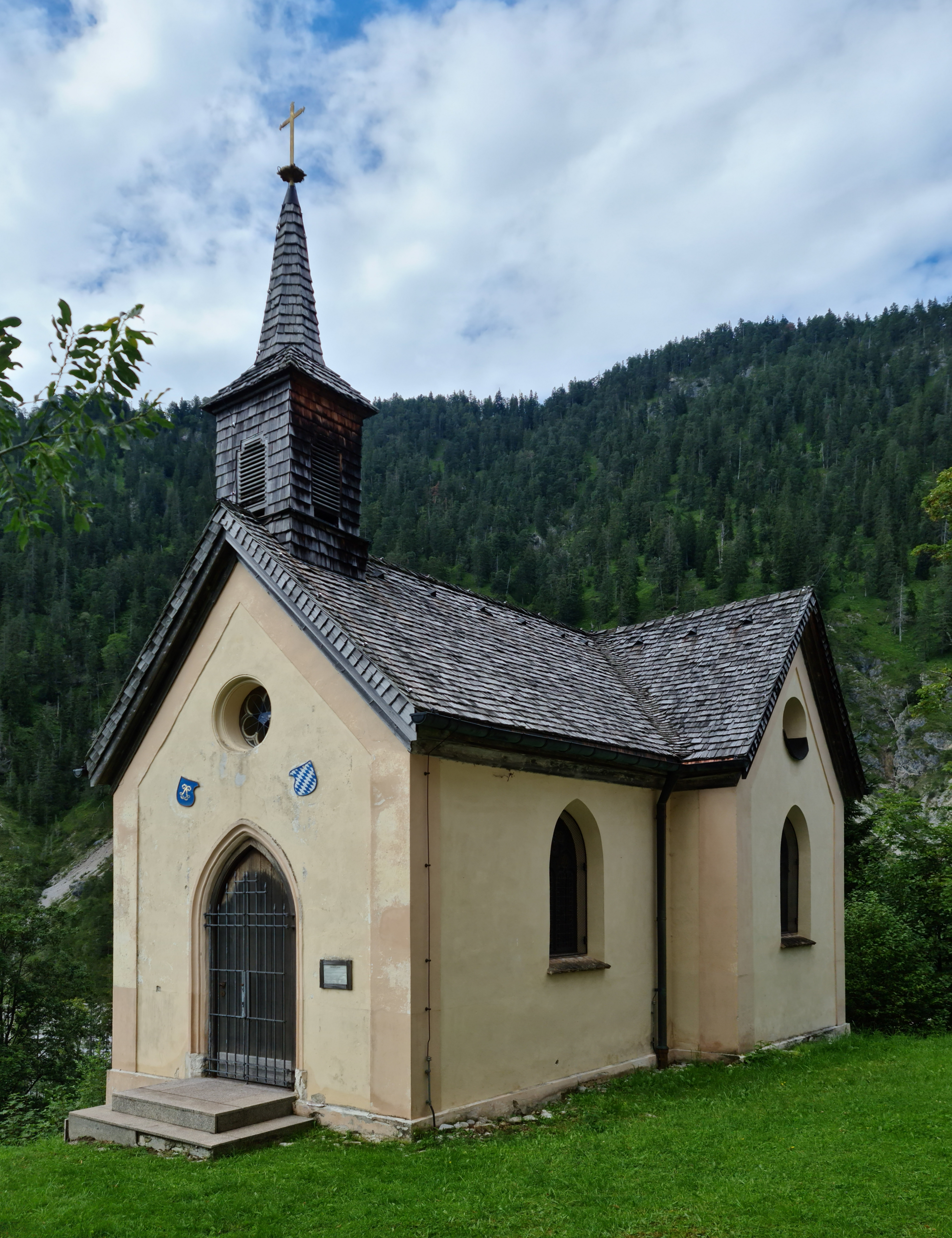
Königskapelle in Vorderriß

Die römisch-katholische Königskapelle steht in Vorderriß, einem Gemeindeteil von Lenggries im oberbayerischen Landkreis Bad Tölz-Wolfratshausen. Sie ist in der Liste der Baudenkmäler in Lenggries unter der Nummer D-1-73-135-127 eingetragen.

## Beschreibung
Die neogotische Kapelle wurde anstelle eines Vorgängerbaus 1866 von König Ludwig II. gestiftet. Sie besteht aus dem Langhaus, das von dem Querschiff vor dem dreiseitig geschlossenen Chor im Norden gekreuzt wird. Über der Fassade im Süden mit dem Eingang erhebt sich aus dem Satteldach des Langhauses ein quadratischer Dachreiter mit einem Knickhelm. Die Ausmalung des Innenraums wurde in den Jahren 1987 bis 1993 rekonstruiert. Außerdem wurde der Hochaltar wieder aufgestellt.